# 1882 en Suisse
Chronologie de la Suisse
- 1878
- 1879
- 1880
- 1881
- 1882
- 1883
- 1884
- 1885
- 1886

Chronologie de la Suisse
1881 en Suisse - 1882 en Suisse - 1883 en Suisse

## Gouvernement au1erjanvier 1882
- Conseil fédéral[1]
  - Simeon Bavier (PRD), président de la Confédération
  - Louis Ruchonnet (PRD), vice-président de la Confédération
  - Emil Welti (PRD)
  - Karl Schenk (PRD)
  - Bernhard Hammer (PRD)
  - Wilhelm Hertenstein (PRD)
  - Numa Droz (PRD)

## Évènements

### Janvier
Dimanche 1er janvier 
- Mise service provisoire de la ligne ferroviaire du Gothard entre Göschenen (UR) et Airolo (TI).
- Entrée en vigueur de la loi fédérale concernant le contrôle et la garantie du titre des ouvrages d'or et d'argent.
- Entrée en vigueur de la loi fédérale sur l'émission et le remboursement des billets de banque.
- Entrée en vigueur de la loi fédérale concernant les exercices et les inspections de la landwehr.
- Entrée en vigueur de la loi fédérale sur la capacité civile.
- Entrée en vigueur de la loi fédérale concernant les exercices et les inspections de la landwehr.

### Février
Jeudi 23 février 
- Décès à Nice, à l’âge de 71 ans, du naturaliste Edouard Desor.

 Samedi 25 février 
- Décès à Lausanne, à l’âge de 51 ans, du médecin Philippe de La Harpe, auteur d'importantes découvertes paléontologiques dans le canton de Vaud.

### Mars
Mardi 28 mars 
- Décès à Fribourg, à l’âge de 88 ans, de l’homme politique. Écrivain et poète Hubert Charles.

### Avril
Samedi 22 avril 
- Mise en service de la première usine électrique de Suisse à Lausanne.

### Mai
Mercredi 17 mai 
- Décès à Saint-Gall, à l’âge de 75 ans, de l’évêque Carl Johann Greith.

 Lundi 22 mai 
- Inauguration de la ligne ferroviaire du Gothard, reliant Lucerne et Milan. Les travaux ont duré dix ans et fait 177 victimes.

### Juillet
Dimanche 30 juillet 
- Votations fédérales. Le peuple rejette, par 141 616 non (47,5 %) contre 156 658 oui (52,5 %), une adjonction à introduire dans la Constitution fédérale.
- Votations fédérales. Le peuple rejette, par 254 340 non (78,9 %) contre 68 027 oui (21,1 %), la loi fédérale concernant les mesures à prendre contre les épidémies offrant un danger général.

### Août
Mardi 29 août 
- Mise en service du premier tramway hippomobile à Zurich.

### Octobre
Dimanche 1er octobre 
- Décès à Cormondrèche (NE), à l’âge de 68 ans, de l’historien et héraldiste Louis-Alphonse de Mandrot.

 Samedi 7 octobre 
- Premier numéro du journal La Gruyère, publié à Bulle (FR).

 Mardi 10 octobre 
- Entrée en vigueur de la loi fédérale concernant la fabrication et la vente d'allumettes chimiques.
- 28 octobre : première conversation téléphonique entre Zurich et Winterthour.

### Novembre
Vendredi 3 novembre 
- Décès à Rome, à l’âge de 74 ans, de l’ancien conseiller fédéral Giovanni Battista Pioda (PRD, TI).

 Dimanche 26 novembre 
- Votations fédérales. Le peuple rejette, par 318 139 non (64,9 %) contre 172 010 oui (35,1 %), l’arrêté fédéral concernant l'exécution de l'article 27 de la constitution fédérale.

### Décembre
Mercredi 6 décembre 
- Décès à Zurich, à l’âge de 63 ans, d’Alfred Escher, promoteur du réseau ferroviaire helvétique.

 Dimanche 10 décembre 
- La branche suisse de l’Armée du salut commence ses activités à Genève.

 Mercredi 20 décembre 
- Décès à Neuchâtel, à l’âge de 21 ans, de la poétesse Alice de Chambrier.

 Samedi 23 décembre 
- Décès à Nice, à l’âge de 79 ans, de Joseph Fama, qui fut propriétaire et directeur du casino et des bains de Saxon (VS) et découvrit les eaux thermales de la station.